# Un goût de miel
Pour les articles homonymes, voir A Taste of Honey.
Pour plus de détails, voir Fiche technique et Distribution.
Un goût de miel (titre original : A Taste of Honey) est un film britannique réalisé par Tony Richardson, sorti en 1961.

## Synopsis
Jo est une adolescente qui vit chichement avec sa mère célibataire, désireuse de trouver un nouveau mari. Jo rencontre Jimmy, cuisinier noir sur un navire. Elle vit avec lui une brève idylle. Alors que sa mère trouve un nouvel homme, Jo prend un travail et s'installe avec Geoffrey un jeune homosexuel avec lequel elle noue une relation de complicité. Elle réalise alors qu'elle est enceinte du cuisinier reparti avec son navire.

## Fiche technique
- Titre original : A Taste of Honey
- Réalisateur : Tony Richardson, assisté de Peter Yates
- Scénario : Tony Richardson, Shelagh Delaney, d'après sa pièce
- Production : Tony Richardson, pour Woodfall Film Productions
- Images : Walter Lassally
- Montage : Antony Gibbs (en)
- Décors : Ralph W. Brinton
- Musique : John Addison
- Pays : Royaume-Uni
- Langue : anglais
- Genre : Drame
- Format : Noir et Blanc - Mono
- Durée : 100 minutes
- Dates de sortie :
  - septembre 1961  Royaume-Uni
  - mai 1962  France (Festival de Cannes)
  - 23 mars 1963  France (sortie nationale)

## Distribution
- Rita Tushingham : Jo
- Dora Bryan : Helen
- Robert Stephens : Peter
- Murray Melvin : Geoffrey
- Paul Danquah : Jimmy
- Michael Bilton : le propriétaire
- Eunice Black : le maître d'école
- David Boliver : Bert
- Margo Cunningham : la propriétaire
- A. Goodman : le chiffonnier

## Autour du film
Le film a contribué au renouveau du cinéma britannique, dans le courant du Free cinema.
Le film aborde sans fard la question des relations sexuelles interraciales et de l'homosexualité, peu acceptées dans la société britannique d'après-guerre.

## Distinctions

### Récompenses
- Prix de la BAFTA 1962 :
  - meilleure actrice britannique pour Dora Bryan ;
  - meilleur film britannique pour Tony Richardson ;
  - meilleur scénario britannique pour Shelagh Delaney et Tony Richardson ;
  - meilleur espoir féminin dans un premier rôle Rita Tushingham.
- Festival de Cannes 1962 : 
  - Prix d'interprétation masculine à Murray Melvin
  - Prix d'interprétation féminine à Rita Tushingham.
- Prix de la Writers' Guild of Great Britain, Prix du meilleur scénario pour Shelagh Delaney et Tony Richardson.

### Nominations
- Nomination au Prix de la BAFTA 1962 du meilleur film, de Tony Richardson ;
- Nomination au Prix de la BAFTA 1962 du meilleur espoir masculin dans un premier rôle, de Murray Melvin ;
- Prix de la Directors Guild of America, nomination au Prix de la mise en scène à Tony Richardson.